# Stor-Sultentjärnen
Stor-Sultentjärnen är en sjö i Skellefteå kommun i Västerbotten och ingår i Bureälvens huvudavrinningsområde. Sjön har en area på 0,0469 kvadratkilometer och ligger 240,4 meter över havet.

## Delavrinningsområde
Stor-Sultentjärnen ingår i det delavrinningsområde (717386-171863) som SMHI kallar för Mynnar i Lillån. Medelhöjden är 247 meter över havet och ytan är 15,66 kvadratkilometer. Det finns inga avrinningsområden uppströms utan avrinningsområdet är högsta punkten. Mörttjärnsb. som avvattnar avrinningsområdet har biflödesordning 3, vilket innebär att vattnet flödar genom totalt 3 vattendrag innan det når havet efter 75 kilometer. Avrinningsområdet består mestadels av skog (86 procent). Avrinningsområdet har 0,43 kvadratkilometer vattenytor vilket ger det en sjöprocent på 2,8 procent.